# Mátramindszent
Mátramindszent község Nógrád vármegyében, a Bátonyterenyei járásban.

## Megközelítése
Budapest felől a település közúton legegyszerűbben az M3-as autópályán, majd a 21-es és a 23-as főutakon érhető el: a sztrádáról Hatvannál kell letérni, a 21-esről pedig Kisterenyénél kell keletre fordulni. A 23-asról Szuha irányába kell letérni a 24 109-es úton, Mátramindszentre pedig az abból, körülbelül 1 kilométer után elágazó 24 111-es számú bekötőút vezet.
A települést érintette a Kisterenye–Kál-Kápolna-vasútvonal, illetve az innen kiinduló Mátramindszent–Mátranovák–Homokterenye-vasútvonal is. A két vonal itteni közös állomásán 2007 óta nincs személyforgalom.

## Története
A környéken réz- és bronzkori leletek kerültek elő, bizonyítva, hogy igen régen megtelepedett az ember a kedvező adottságú területen.
Korábban csak Mindszent volt a neve, a Mátra előtagot 1890-ben kapta.
Az 1546 évi adóösszeírás szerint több nemes család birtoka, ekkor 3 jobbágytelket írtak ott össze, 1548-ban többek között Dobó István, az egri vár kapitánya is birtokos volt itt.
1549-ben 8 adóköteles, 5 elszegényedett és 2 elpusztult jobbágytelket írtak itt össze, és még 1 telket, mely a községbíróé volt, ezt adómentesnek jelezték.
1552-ben 8, 1564-ben 4 porát írtak itt össze. 1684-ben Nemes Pál, 1693-ban pedig Gyürky Ferenc birtoka volt, kinek itt 13 jobbágytelke volt.
A 19. század elején több család; a Marsó, Rutkay és a Szmrecsányi családok bírtak itt földesúri joggal, később pedig az Okolicsányi család, és az 1900-as évek elején báró Solymosy Jenő is birtokos volt itt.
A 20. század elején Heves vármegye Pétervásári járásához tartozott. 1910-ben 746 magyar lakosa volt. Ebből 731 római katolikus, 11 izraelita volt.
Mátramindszent történelmünk során végig Heves vármegyében volt, csak az 1950-es megyerendezéssel került Nógrád megyébe.

## Közélete

### Polgármesterei
- 1990–1994: Molnár Gábor (független)[3]
- 1994–1998: Molnár Gábor (független)[4]
- 1998–2002: Molnár Gábor (független)[5]
- 2002–2006: Molnár Gábor (független)[6]
- 2006–2010: Molnár Gábor (független)[7]
- 2010–2014: Horváth János (Fidesz-KDNP)[8]
- 2014–2019: Horváth János (Fidesz-KDNP)[9]
- 2019–2024: Horváth János (Fidesz-KDNP)[10]
- 2024– : Horváth János (Fidesz-KDNP)[1]

## Népesség
A település népességének változása:
| Lakosok száma | 842  | 827  | 815  | 759  | 697  | 708  | 700  |
|               | 2013 | 2014 | 2015 | 2021 | 2022 | 2023 | 2024 |

2001-ben a település lakosságának 95%-a magyar, 5%-a cigány nemzetiségűnek vallotta magát.
A 2011-es népszámlálás során a lakosok 86,3%-a magyarnak, 11,2% cigánynak, 0,2% lengyelnek, 0,4% németnek, 0,2% szlováknak mondta magát (13,7% nem nyilatkozott; a kettős identitások miatt a végösszeg nagyobb lehet 100%-nál). A vallási megoszlás a következő volt: római katolikus 65,7%, református 2,3%, evangélikus 0,5%, felekezeten kívüli 10,2% (20,3% nem nyilatkozott).
2022-ben a lakosság 87,9%-a vallotta magát magyarnak, 11% cigánynak, 0,3% németnek, 0,1% örménynek, 2,9% egyéb, nem hazai nemzetiségűnek (11,9% nem nyilatkozott; a kettős identitások miatt a végösszeg nagyobb lehet 100%-nál). Vallásuk szerint 47,8% volt római katolikus, 3,4% református, 0,6% evangélikus, 0,3% görög katolikus, 1,9% egyéb keresztény, 0,9% egyéb katolikus, 10,3% felekezeten kívüli (34,9% nem válaszolt).

## Nevezetességek

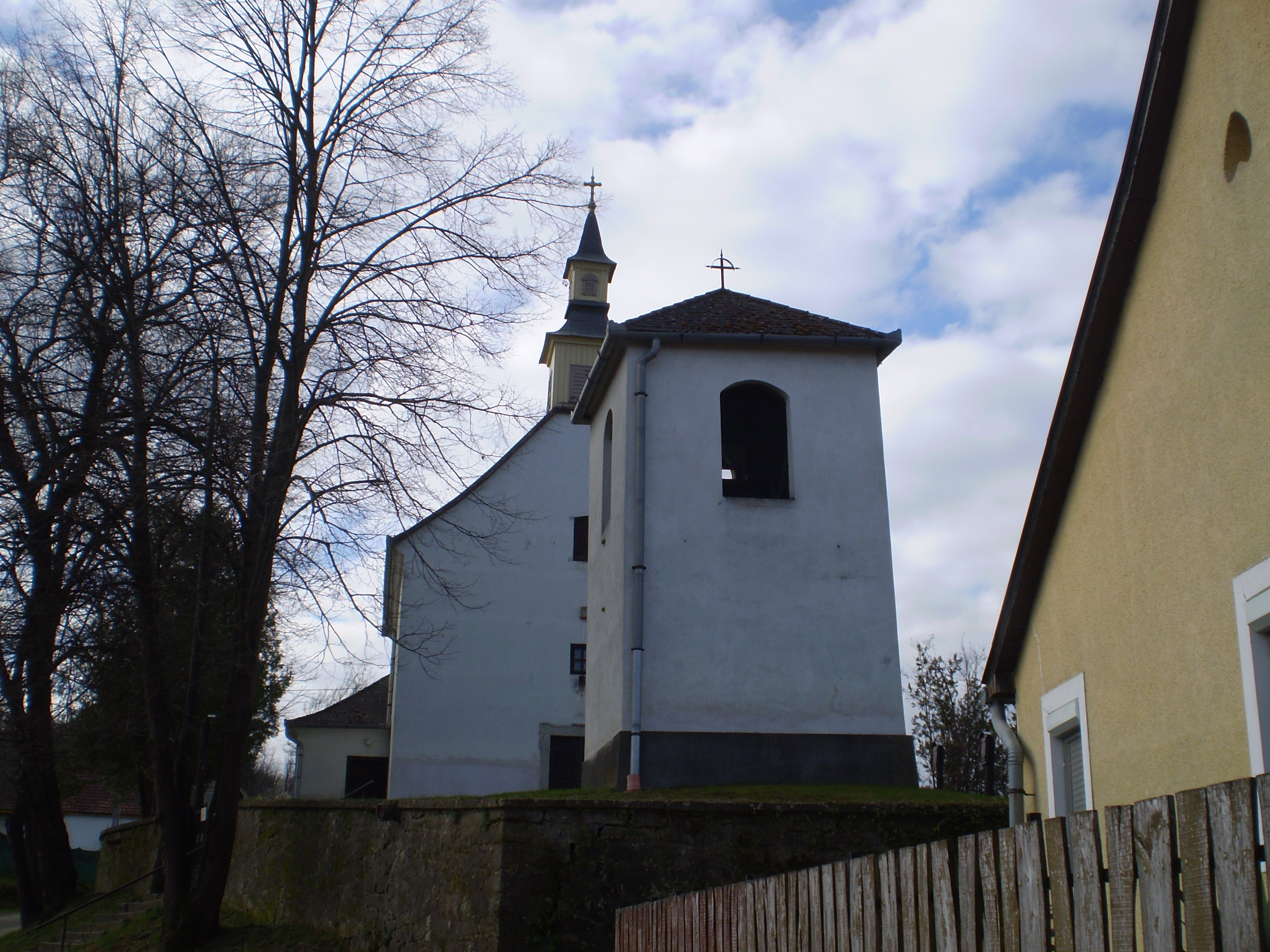
A falu temploma

A falu legfőbb nevezetessége az 1750-ben épült, műemlék jellegű római katolikus templom, mely egy középkori építmény felhasználásával készült, az 1811-es Canonica Visitatio szerint 1750-ben kezdték építeni, és 1760-ban szentelték fel. A kőkeret 1789-es évszáma átépítést jelöl. Huszártornya 1811-ben már létezett, ugyanekkor azonban még csak fa harangláb állt mellette. A barokk jellegű templom egyhajós, dél-észak tájolású. Egyszerű főhomlokzatán füles kőkeretben kétszárnyú ajtó, felette füles keretű, majd e felett szegmentíves ablak. Oromzata levágott, részben tégla, részben faanyagú huszártorony áll a tető felett. Oldalfalait ereszpárkány zárja le, a hajótól keskenyebb szentély nyolcszöges záródású. A belső tér kétszakaszos, csehsüvegboltozat fedi, a szentély belülről félkörös. A karzatot faragott faoszlopok tartják. Berendezéséből jelentős a főoltár és a rajta három sorban álló 18. századi szobrok. A sekrestye kilincse Fazola Henrik egri műhelyében készült. A négyzetes harangtorony a templom főhomlokzata előtt áll, egyemeletes, gerendatokos faajtaja, emeletén négy félköríves ablaknyílása van, sátortető fedi.
Itt található még a Galyatetőre vezető piros turistajelzés kiindulópontja.

## Itt született híres emberek
- Molnár Alex volt rallycross-versenyző (Országos Bajnokságon 2. helyezett)
- Orbán Balázs autóversenyző